# Il était une fois dans l'Ouest
Cet article possède des paronymes, voir Il était une fois et C'era una volta.
Pour les musiques du film, voir Il était une fois dans l'Ouest (bande originale).
Série Trilogie du temps
Il était une fois la révolution
(1971)
Pour plus de détails, voir Fiche technique et Distribution.
Il était une fois dans l'Ouest (C'era una volta il West) est un western spaghetti italo-américain de Sergio Leone réalisé en 1968, sorti en salle en Italie la même année et en 1969 dans le reste du monde.
L'action du film se passe lors de la conquête de l'Ouest américain. Il évoque l'âpre rivalité pour l’appropriation de terres que traverse la construction du chemin de fer, et met en scène différents personnages représentatifs des westerns classiques pour mieux les détourner.
L'actrice Claudia Cardinale hérite du rôle d'une jeune veuve au grand cœur, unique personnage féminin du film. Jason Robards tient celui de l'aventurier qui trouvera la rédemption. Henry Fonda campe un tueur sans scrupule embauché par le patron du chemin de fer (Gabriele Ferzetti) pour éliminer tous les obstacles susceptibles de venir contrecarrer sa construction, et Charles Bronson interprète un mystérieux vengeur anonyme et taciturne.
Il était une fois dans l'Ouest est le premier volet de la Trilogie du temps. Il est souvent considéré comme l'un des plus grands films du cinéma mondial et un des plus influents, spécialement dans le genre des westerns. Il est aussi considéré comme un chef-d'œuvre du western spaghetti, genre cinématographique lancé par le réalisateur. Sa musique, créée par le maestro Ennio Morricone, reste dans les mémoires.
Le réalisateur Sergio Leone fait de ce film une œuvre imposante et personnelle, ce qui serait la raison de son échec commercial aux États-Unis (où le film fut amputé de plusieurs scènes à sa sortie), contrairement à l'Europe, qui, elle, lui fait un triomphe. Certains spécialistes du cinéma ont également avancé que cet échec était dû au refus du public américain de voir Henry Fonda dans le rôle d’un tueur d'enfant. Il n'en reste pas moins que, avec ce film, le cinéma américain se voit concurrencé par le cinéma européen sur un genre cinématographique, le western, qui lui était historiquement réservé, de surcroît tourné hors de son territoire historique.
En 2009, le film est sélectionné par le National Film Registry pour être conservé à la Bibliothèque du Congrès des États-Unis pour son « importance culturelle, historique ou esthétique ».

## Synopsis
Dans la très longue scène d'ouverture du film, trois hommes à la mine patibulaire, vêtus de cache-poussières, investissent une gare quelque part dans l'Ouest américain. Après avoir enfermé le chef de gare, ils attendent le prochain train, sous une chaleur torride. La séquence se prolonge avec l'arrivée du train, filmée de très loin. Quand le train s'arrête un long moment puis repart, un mystérieux joueur d'harmonica en est descendu et fait face aux trois tueurs envoyés par le bandit Frank pour l'attendre. Après un duel de regards silencieux filmés en très gros plan, le joueur d'harmonica abat les trois hommes avec son revolver, mais est blessé. Pendant tout le film, il ne sera connu que sous le nom de « l'homme à l'harmonica » ou « Harmonica ».
La trame principale du film a pour objet une lutte acharnée pour l'acquisition de la « Source fraîche » (Sweetwater en version originale), une propriété située sur un terrain apparemment aride et désolé près de Flagstone. Le propriétaire, l'irlandais Peter McBain, y a fait construire une ferme pour s'installer avec ses trois enfants. Veuf, il attend l'arrivée par le train de sa nouvelle épouse, Jill. On apprendra plus tard dans le film que cette dernière officiait dans un bordel de La Nouvelle-Orléans il y a peu de temps et qu'elle a épousé le veuf McBain pour quitter sa condition. Elle doit arriver à Flagstone et découvrir son nouveau lieu de vie et sa nouvelle famille, notamment les enfants du premier lit de son mari.
En homme avisé, McBain a acheté ce terrain car il contient l'unique source d'eau de la région, prévoyant que lorsque la ligne de chemin de fer y aboutira, elle devra obligatoirement passer par cette propriété pour pouvoir ravitailler en eau les locomotives à vapeur. McBain a aussi acheté en prévision une grande quantité de matériaux de construction pour pouvoir bâtir une gare et ses annexes.
En effet, la ligne de chemin de fer du magnat Morton doit bien passer par Sweetwater. Morton envoie alors son âme damnée, Frank, pour intimider McBain. Mais Frank et ses complices tuent McBain, ainsi que ses trois enfants sortis devant la maison. Pour faire accuser Cheyenne et sa bande, vêtus de cache-poussières, Frank laisse un morceau de tissu sur les lieux de son forfait.
Jill arrive en train à Flagstone, par la ligne nouvellement créée. Son mari était censé l’accueillir mais elle a la surprise que personne ne soit là pour l'attendre. Sur indication du chef de gare, elle loue une carriole pour rejoindre son mari dans sa propriété et s'élance sur une route dans les collines de Monument Valley, aux formes si caractéristiques.
Sur le chemin de Sweetwater, le cocher de la carriole fait un arrêt intermédiaire devant une auberge miteuse. À l'intérieur, Jill croise Cheyenne, tout juste évadé de prison, et sa bande. Cheyenne est encore menotté. Il demande à « Harmonica » d'utiliser son flingue pour le délivrer de ses entraves. À cause des cache-poussières qu'ils portent, Harmonica pense que Cheyenne et ses sbires appartiennent à la bande de Frank. Mais Cheyenne lui répond qu'il n'a rien à voir avec l'affaire de la gare. Les deux hommes entretiendront par la suite une forme de sympathie à distance.
Arrivée enfin à Sweetwater, Jill découvre que toute la famille McBain a été massacrée. Jill se retrouve alors seule et, en tant que veuve, unique héritière de la propriété. Elle décide de ne pas rentrer en ville et de rester dans sa nouvelle demeure. Fouillant la maison à la recherche d'un hypothétique « trésor », dans la nuit elle entend Harmonica jouer de son instrument. Cheyenne passe ensuite à Sweetwater et discute avec Jill pour essayer de comprendre la raison pour laquelle on essaie de lui adosser du meurtre des McBain.
« Harmonica » abat deux hommes envoyés par Frank pour tuer Jill. Puis il explique à Cheyenne que Jill perdra ses droits sur Sweetwater si la gare n'est pas construite à temps lorsque la ligne de train y passera. Cheyenne met alors ses hommes au travail avec les matériaux achetés par McBain.
Frank s'oppose de plus en plus à Morton, ce qui est facilité par l'infirmité de ce dernier, atteint d'une tuberculose des os.
N'ayant pas réussi à obtenir la ferme par la méthode forte, il tente alors la méthode douce en couchant avec Jill. Sur le lit, il lui confie que la télégraphie est une invention vraiment formidable. Grâce à ça, il a pu apprendre que Jill est une prostituée de la Nouvelle-Orléans. Il lui reproche d'être aussi vénale que tout le monde, et d'avoir épousé le veuf McBain qui était un de ses anciens clients, uniquement pour quitter son milieu, appâtée par la fortune potentielle que représente Sweetwater.
Frank tente de la forcer à lui vendre la propriété à vil prix lors d'enchères en intimidant les autres acheteurs. Mais « Harmonica » arrive au dernier moment et fait une offre de cinq mille dollars, très supérieure à la sienne, montant correspondant à la prime pour la capture de Cheyenne dont la tête a été mise à prix depuis son évasion. Après avoir repoussé une nouvelle tentative d'intimidation par Frank, Harmonica redonne la ferme à Jill. Pendant ce temps, Cheyenne s'évade comme convenu avec ses hommes pendant son transfert vers la prison à bord du train privé de Morton.
À ce stade, certains des hommes de Frank payés par Morton, qui veut reprendre le contrôle de la situation, essaient de tuer Frank. Mais Harmonica les en empêche, afin de se garder ce privilège pour lui-même. Les hommes de Frank sont tués lors d'une bagarre à bord du wagon du train du magnat par la bande de Cheyenne et Morton, tombé à terre et ne pouvant se relever car lourdement handicapé par sa maladie, finit par mourir le nez dans la boue.
Frank se rend alors à Sweetwater pour affronter lui-même Harmonica en duel. Le motif de la vengeance de ce dernier est alors révélé dans un ultime flashback : Harmonica n'était qu'un adolescent lorsque Frank tua son frère aîné de façon particulièrement sadique, en le faisant pendre à une corde attachée au sommet d'une arche, juché sur les épaules du frêle garçon les mains attachées dans le dos, puis enfonçant un harmonica dans sa bouche en lui intimant qu'il « joue pour son grand frère ». Mobilisant tous ses efforts, l'adolescent tente de soutenir son frère mais il finit par s'écrouler sous le poids de ce dernier, entraînant la mort par pendaison du supplicié. Lors du duel, Harmonica tire le premier et blesse mortellement Frank. Agonisant au sol, Frank lui demande encore une fois qui il est. Pour seule réponse, Harmonica arrache son harmonica puis l'enfonce dans la bouche de Frank, comme ce dernier le lui fit jadis. Avec  ce geste, Frank comprend enfin qui est son adversaire, puis trépasse dans une ultime expiration.
Débarrassés de Frank, Harmonica et Cheyenne vont dire au revoir à Jill, qui supervise la construction de la gare tandis que les équipes de poseurs de rails se rapprochent de Sweetwater. Un train apporte son lot de rails et de traverses par la voie ferrée en construction. Sur les conseils de Cheyenne, Jill déboutonne le corsage de sa robe, dénude ses épaules et apporte de l'eau fraîche aux ouvriers, qui se rassemblent progressivement autour d'elle, appréciant l'offrande et la tenue de Jill. Harmonica et Cheyenne s'éloignent alors, l'esprit apaisé. Cheyenne s'effondre de cheval, révélant qu'il a été touché par Morton quand lui et ses hommes se sont affrontés contre ceux de Frank, à bord du train.
Tandis que Jill et les ouvriers sont rassemblés pour boire, Harmonica s'éloigne définitivement en emportant la dépouille de Cheyenne sur le dos de son cheval. Le film s'achève par un ultime plan-séquence sur l'arrivée inéluctable du chemin de fer, et avec lui, la fin d'un monde, celui du western avec des hommes de la trempe d'Harmonica, de Cheyenne ou de Frank.

## Fiche technique
Sauf indication contraire, les informations mentionnées dans cette section peuvent être confirmées par la base de données cinématographiques IMDb,  présente dans la section « Liens externes ».
- Titre original italien : C'era una volta il West
- Titre anglais : Once Upon a Time in the West
- Titre français : Il était une fois dans l'Ouest
- Réalisation : Sergio Leone
- Scénario : Sergio Donati, Dario Argento, Bernardo Bertolucci, Sergio Leone
- Photographie : Tonino Delli Colli
- Montage : Nino Baragli
- Musique : Ennio Morricone
- Production : Fulvio Morsella
- Sociétés de production : Rafran Cinematografica, San Marco Films, Euro International Films
- Sociétés de distribution : Euro International Films (Italie), Paramount Pictures (États-Unis), Les Films Paramount (France)
- Pays de production :  Italie  États-Unis
- Langues originales : italien, anglais
- Format : 35 mm - 2,35:1 (Techniscope) -
- Procédé : Couleurs (Technicolor) - son mono[b]
- Budget : 5 000 000 USD (estimation)
- Genre : western italo-américain
- Durée : 
  - Version d'origine : 166 minutes (2 h 46)
  - Version américaine[c] : 145 minutes (2 h 25)
  - Version finlandaise : 137 minutes (2 h 17)
  - Version longue italienne[3] : 177 minutes (2 h 57)
- Dates de sortie :
  - Italie : 21 décembre 1968
  - États-Unis : 28 mai 1969
  - France : 27 août 1969[4]
- Mention :
  - France : Interdit aux moins de 13 ans (sortie initiale en salles) ; Accord parental (sortie DVD).
- Affiche : Michel Landi (France)

## Distribution
- Charles Bronson (VF : Claude Bertrand) : l'homme à l'harmonica
- Claudia Cardinale (VO : Joyce Gordon / VF : Michèle Bardollet) : Jill McBain
- Henry Fonda (VF : Raymond Loyer) : Frank
- Jason Robards (VF : René Arrieu) : Manuel Gutierrez, dit « le Cheyenne »
- Gabriele Ferzetti (VF : Jean-Henri Chambois) : Morton, le patron du chemin de fer
- Frank Wolff (VF : Henri Poirier) : Peter McBain (Brett McBain en VO)
- Lionel Stander (VF : Gérard Darrieu) : le barman
- Keenan Wynn (VF : Louis Arbessier) : le shérif de Flagstone
- Paolo Stoppa (VF : Jean Clarieux) : Sam, le cocher
- Jack Elam (VF : Pierre Collet) : Snaky, un membre du gang de Frank
- Woody Strode : Stony, un membre du gang de Frank

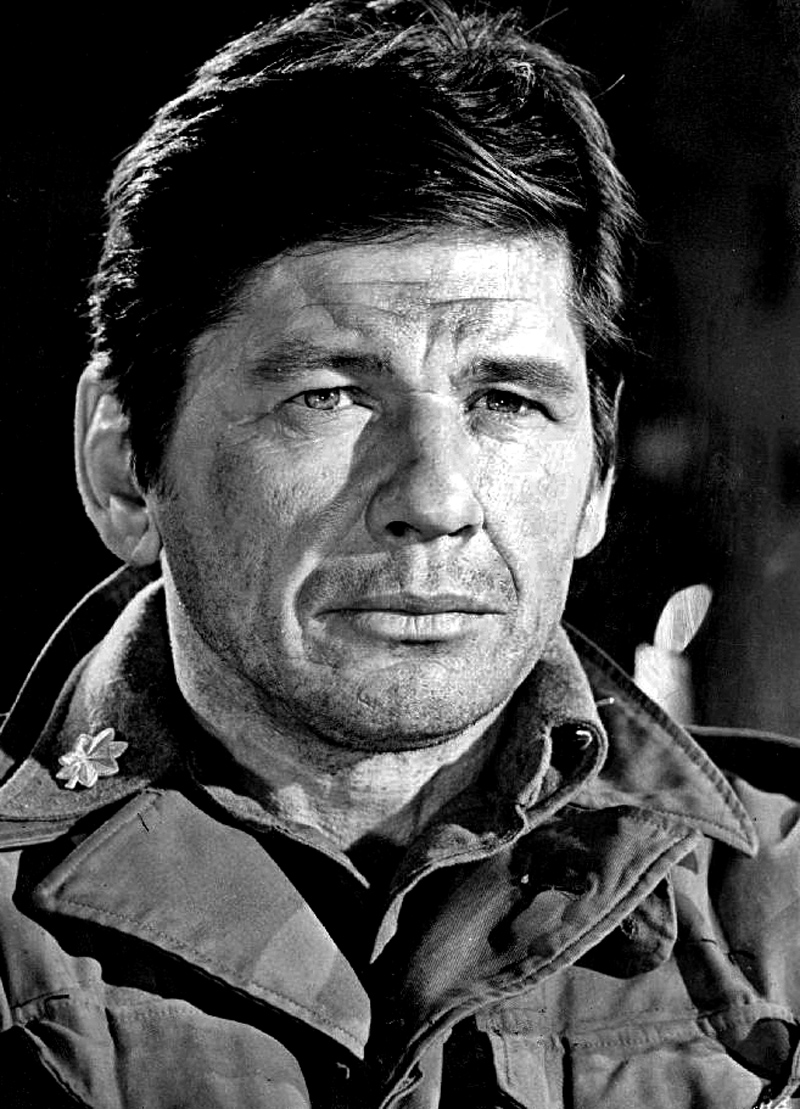
Charles Bronson (« Harmonica »)
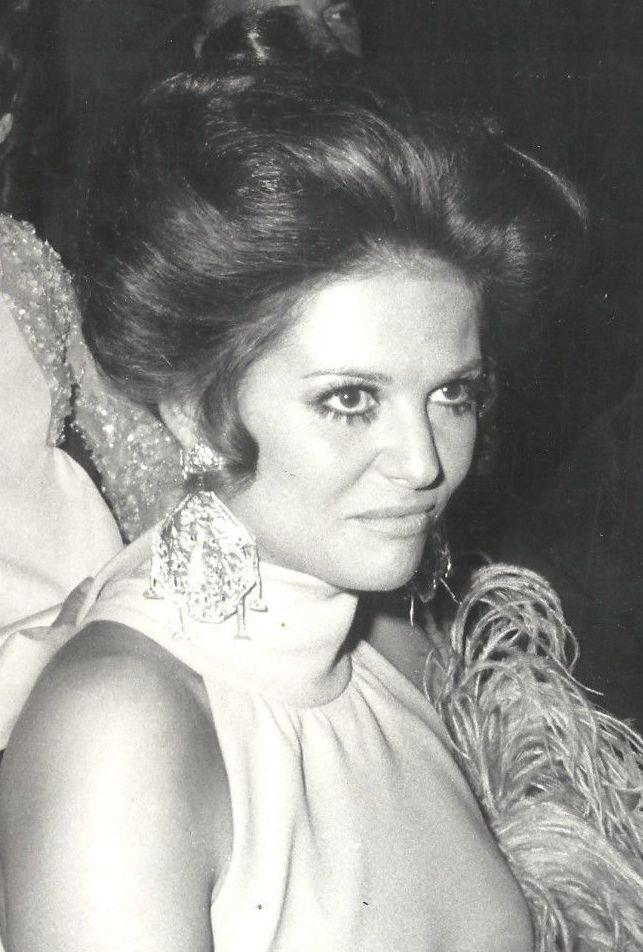
Claudia Cardinale (« Jill McBain »)
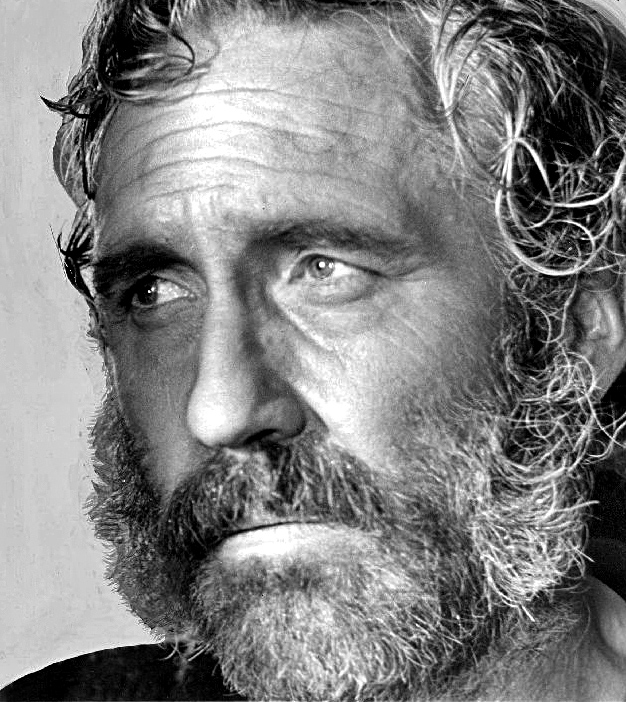
Jason Robards (« le Cheyenne »)
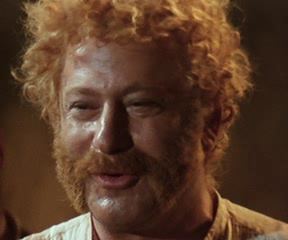
Frank Wolff (Peter McBain)

Acteurs non crédités
- Al Mulock : Knuckles (membre du gang de Frank)
- John Frederick (de) : Jim (membre du gang de Frank)
- Aldo Berti (VF : André Valmy) : un joueur de poker (membre du gang de Frank)
- Benito Stefanelli : un joueur de poker (membre du gang de Frank)
- Michael Harvey : le lieutenant de Frank jouant au poker
- Aldo Sambrell (VF : Gérard Hernandez) : le lieutenant de Cheyenne
- Enzo Santaniello (it) : Timmy McBain (l'enfant assassiné par Frank)
- Gaetano Santaniello (VF : Patrick Dewaere) : Patrick McBain
- Simonetta Santaniello : Maureen McBain
- Marco Zuanelli (VF : Patrick Préjean) : Wobbles
- Tullio Palmieri (VF : Émile Duard) : le charpentier ébéniste de Flagstone
- Renato Pinciroli (it) (VF : Alfred Pasquali) : le premier enchérisseur aux enchères
- Antonio Molino Rojo (VF : Henry Djanik) : le deuxième enchérisseur aux enchères (membre du gang de Frank)
- Frank Braña : l'homme fumant la pipe aux enchères (membre du gang de Frank)
- Fabio Testi : l'homme avec le chapeau noir aux enchères (membre du gang de Frank)
- Claudio Scarchilli : un membre du gang de Frank
- Claudio Mancini (it) : le grand frère d'Harmonica (flashback)
- Dino Mele : Harmonica, adolescent (flashback)
- Ullrich Müller : le vieux guichetier de la gare
- Robert Hossein : un membre du gang de Frank

Sources et légende : version française (VF) sur Allodoublage

## Production

### Pré-production
Le film reprend une partie de la trame et de la motivation d'un personnage de Et pour quelques dollars de plus : une histoire de vengeance qui se dévoile au cours du film, grâce à des flash-back. Les flash-back sont liés à une musique et la cause de la vengeance sera entièrement révélée lors du duel final. Mais, au lieu d'une vengeance découlant d'un lien frère-sœur, liée à la musique d'une montre, cette fois la vengeance découle d'un lien frère-frère et elle est liée à un air d'harmonica.
Après Le Bon, la Brute et le Truand, Sergio Leone ne voulait plus refaire de western et avait commencé à préparer le tournage d’Il était une fois en Amérique. C'est aux États-Unis, où il voulait commencer à produire, qu'on lui a suggéré de faire un autre western. C'est alors qu'il eut l'idée de faire la trilogie du temps (Il était une fois...).
Ce film, le premier volet de la trilogie du temps, permet à Leone de revisiter le mythe de l’Ouest américain et, au nom d’un plus grand souci de réalisme, de lui rendre une vérité altérée par les conventions du cinéma américain. Leone s’est toujours étonné, entre autres reproches qu’il adressait aux westerns classiques, qu’on ne montre pas, par exemple, la réalité de l’impact d’une balle qui faisait un trou énorme dans le corps de la victime. Ou encore qu’on atténue la violence extrême de cette époque qui voyait pourtant un tueur exhiber les oreilles coupées de ses ennemis pour imposer le respect (voir William Quantrill). C’est cependant dans un cercle final, l’arène de la vie, que Leone réunit et enferme ses personnages essentiels et exprime le moment de vérité du film qui se conclut, de façon la plus classique, par le duel inhérent à tout western. C'est le premier film d'une trilogie qui comprend ensuite Il était une fois la révolution (1971) et Il était une fois en Amérique (1984).
Les thèmes du film — et c’est une constante chez Sergio Leone — sont par ailleurs magnifiés par une mise en scène savante et toujours spectaculaire illustrée d’un accompagnement musical ou sonore expressif. On peut notamment évoquer le début du film, devenu mythique, avec les trois tueurs qui attendent le train et ses gros plans sur des regards, les craquements de doigts, la mouche tournant autour de Jack Elam, les gouttes d'eau tombant sur le chapeau ou encore la roue grinçante de l'éolienne. Si l'on excepte les quelques mots prononcés par le chef de gare dans la première minute du film (mais qui n'obtiennent pas de réponse), les premières paroles ne sont échangées que onze minutes après le début du film (sans compter les paroles du vieux guichetier environ deux minutes après le début), ce qui en fait une des plus longues scènes de silence du cinéma. Cette séquence constitue aussi le plus long générique de l'histoire du cinéma.
Le film multiplie les savants cadrages et installe dans l’espace les personnages d’une façon souvent saisissante : fréquentes plongées ou contre-plongées, caméra placée sous un angle insolite allongeant, par exemple, les silhouettes ou remplissant l’écran d’yeux présentés en très gros plans. Les combats sont filmés en deux temps comme autant de ballets : d’abord, une lente montée de l’attente qui accroît la tension avant que l’exaspération des nerfs n’explose dans les coups de feu.
Ce film devenu culte qui insiste sur le passage entre deux époques et dont la tonalité de désenchantement se prolongera dans Il était une fois la révolution annonce, par le double thème du duo et de la désillusion, Il était une fois en Amérique. Les trois films, sans être des suites, sont à voir dans l’ordre chronologique.

### Choix des interprètes
Sergio Leone avait un temps envisagé James Coburn dans le rôle d'Harmonica, un Mexicain obnubilé par le désir de venger son frère assassiné par Frank. Mais les exigences financières de James Coburn furent trop importantes. Le réalisateur pense alors confier le rôle à Charles Bronson qu'il avait vainement tenté d'engager dans ses précédents films Pour une poignée de dollars et Le Bon, la Brute et le Truand. Il obtient son accord. Rock Hudson, Warren Beatty, Terence Stamp et Jean-Paul Belmondo avaient également fait du pied au réalisateur, mais ce dernier avait d'ores et déjà fait son choix.
Pour le rôle de Frank, Leone tenait absolument à Henry Fonda, en contre-emploi des rôles de braves types honnêtes, nobles et positifs qui firent sa renommée : il joue ici un tueur ignoble n'hésitant pas à massacrer des innocents et des enfants et crachant à tout bout de champ. Eli Wallach, qui interprétait Tuco dans Le Bon, la Brute et le Truand, persuada Fonda d'accepter le rôle. Ce dernier se fit projeter tous les films de Leone, qu'il ne connaissait pas, avant de se décider. Sa performance est remarquable, car né en 1905, il avait 63 ans lors du tournage du film, dans lequel il semble beaucoup plus jeune, surtout dans le flash-back final qui révèle le motif de la vengeance d'Harmonica. Le premier jour de tournage, il arrive complètement grimé pour avoir une gueule de méchant. Il porte  ainsi une fausse moustache imposante, des favoris noirs et des lentilles de contact marron qui masquent ses yeux bleus. Sergio Leone exigea qu'Henry Fonda retire tout cet attirail.
Le frère d'Harmonica est joué par Claudio Mancini (it), directeur de production du film.
L'actrice qui joue la femme indienne s'enfuyant de la gare en séquence d'ouverture est en réalité d'origine hawaïenne. Il s'agit de l'épouse de Woody Strode.
C'est à Robert Hossein qu'on proposa initialement le rôle de Morton, mais il fut retenu par le tournage du film Indomptable Angélique. Le rôle échut alors à Gabriele Ferzetti, héros du film L'avventura. Robert Hossein fit quant à lui une apparition dans le rôle d'un membre du gang de Frank.
Kirk Douglas posa sa candidature pour jouer le rôle de Cheyenne. Mais ce fut Jason Robards qui fut finalement sélectionné. Le premier jour, il arriva complètement ivre. Sergio Leone menaça de l'exclure du tournage si cela se reproduisait. Par la suite, Robards ne causa plus de problèmes, sauf le jour de l'annonce de l'assassinat de Robert « Bobby » Kennedy (le frère cadet de JFK). Il obligea alors Leone à arrêter le tournage pour le reste de la journée.
Le rôle féminin principal, celui de Jill McBain, devait initialement être tenu par Sophia Loren, contrepartie de la promesse de son mari Carlo Ponti à produire le film. Mais Sergio Leone craignit que la vedette italienne exige de réorienter l'histoire en sa faveur. Le réalisateur propose alors le rôle à son amie Claudia Cardinale qui accepta la proposition sans avoir lu au préalable le scénario.
Pour la scène d'ouverture avec les trois tueurs (Stony, Snaky et Knuckles), Sergio Leone désirait, en forme de clin d'œil, les faire jouer par les trois protagonistes de Le Bon, la Brute et le Truand : Lee Van Cleef, Eli Wallach et Clint Eastwood. Mais ce dernier, dont la notoriété commençait à grandir, refusa car son personnage mourait dès le début du film.— Ce refus est l'origine d'une longue brouille entre Leone et Eastwood. Ils ne se reverront une dernière fois que 20 ans plus tard, peu de temps avant la mort de Leone, lors de l'avant-première à Rome du film Bird réalisé par Eastwood. — L'un de ces gredins est joué par Jack Elam, second couteau dont le strabisme sert admirablement la scène. L'acteur noir est Woody Strode, devenu célèbre dans le monde du western pour avoir joué le Sergent noir de John Ford. Le dernier larron, Al Mulock, a interprété un chasseur de primes manchot dans Le Bon, la Brute et le Truand.
Ce même Al Mulock se suicida pendant le tournage en sautant par la fenêtre de la chambre de son hôtel à Guadix, en Espagne, vêtu du même costume qu'il portait dans le film. Un des scénaristes, Mickey Knox, et le directeur de production, Claudio Mancini, qui étaient assis dans une chambre de l'hôtel, le virent passer de leur fenêtre. Selon Mickey Knox, la première réaction de Sergio Leone a été d'exiger de récupérer le costume de scène.

### Lieux de tournage
Le tournage s'est déroulé d'avril à août 1968 aux États-Unis, en Espagne et en Italie.

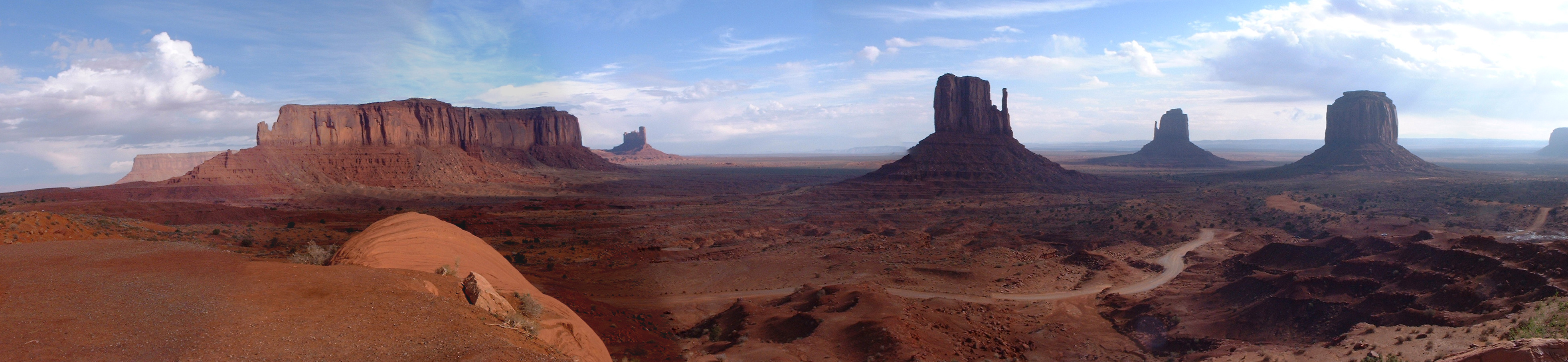
Monument Valley, l'un des lieux de tournage.

Pour les scènes extérieures, le film a été tourné à Monument Valley en Arizona, dans la région de Moab dans l'Utah ainsi qu'en Andalousie.
L'Andalousie, et son désert de Tabernas, est depuis 1963 très prisée par Sergio Leone, initiateur du genre western spaghetti. En effet, après avoir parcouru les États américains du Nouveau-Mexique à l'Utah, il sélectionne définitivement ce site, certes avant tout pour des raisons budgétaires mais aussi, pour ses décors naturels similaires à ceux de l'Arizona et de surcroît, vierges de toute implication humaine à contrario du plateau du Colorado.
Ainsi, pour les besoins du film, Sergio Leone fait construire la ville de Flagstone au sud de Guadix, près de La Calahorra. La gare de Cattle Corner où se déroulent les premières quatorze minutes du film sans aucun dialogue est située à la sortie sud  de Guadix. Dans une direction Nord-Sud, la gare de Flagstone est le prochain arrêt. La demeure des Mac Bain, Sweetwater, a été bâtie par Carlo Simi — chef décorateur —, avec les poutres du décor du film Falstaff d'Orson Welles en 1965 et existe toujours aujourd'hui, renommée Western Leone, près de Tabernas.
John Landis, futur réalisateur du film Les Blues Brothers, a la responsabilité des scènes de cascades.
La plupart des scènes d'intérieur ont été filmées à Rome dans les studios de Cinecittà.
Dans ce film, Claudia Cardinale et Paolo Stoppa font l'une des plus « longues » randonnées en buggy hippomobile de l'histoire du cinéma. En effet, elle commence en Espagne, passe par Monument Valley dans l'Utah et se termine à la ferme des Mac Bain en Espagne.

## Bande-son
Il était une fois dans l'Ouest est un album de Ennio Morricone sorti en octobre 1969 comme bande originale du film Il était une fois dans l'Ouest. Sur cet album, l'orchestre est dirigé par le compositeur.
La musique du film a été composée et dirigée par Ennio Morricone, complice de Sergio Leone. Selon certaines interviews du compositeur, Leone lui aurait fait refaire le travail vingt fois avant de se déclarer satisfait. La musique était jouée sur le plateau durant le tournage afin de mieux imprégner les acteurs, car - fait rare - la musique a été composée avant le tournage du film, et Sergio Leone tourna volontairement des séquences très longues avec les acteurs, pour pouvoir ensuite adapter les scènes en fonction de la musique. La bande originale resta très longtemps en tête des hit-parades (classements).
Chacun des quatre thèmes principaux est joué à l'apparition d'un personnage du film. L'harmonica désaccordé pour Charles Bronson, une séquence grinçante à base de cordes puis s'étendant à tout un orchestre pour Frank, une phrase très séquencée pour Cheyenne. Pour Jill, une séquence de ragtime, ou une mélodie romantique, avec des voix angéliques.
L’accompagnement musical, lui aussi très célèbre de Morricone, accentue les effets, de sorte que la théâtralisation de l’image et la musique très expressive font penser à un grand opéra baroque. La musique et l'image procèdent en effet l’une de l’autre, se nourrissent l’une de l’autre. Il suffit d’évoquer la terrible séquence des deux frères, l’aîné juché sur les épaules de son cadet jouant de l’harmonica, dont toute la force provient précisément de cette alliance intime entre ce qui est montré au travers d’une image saisissante et ce qui est entendu dans une partition musicale allant crescendo.

## Sortie et accueil

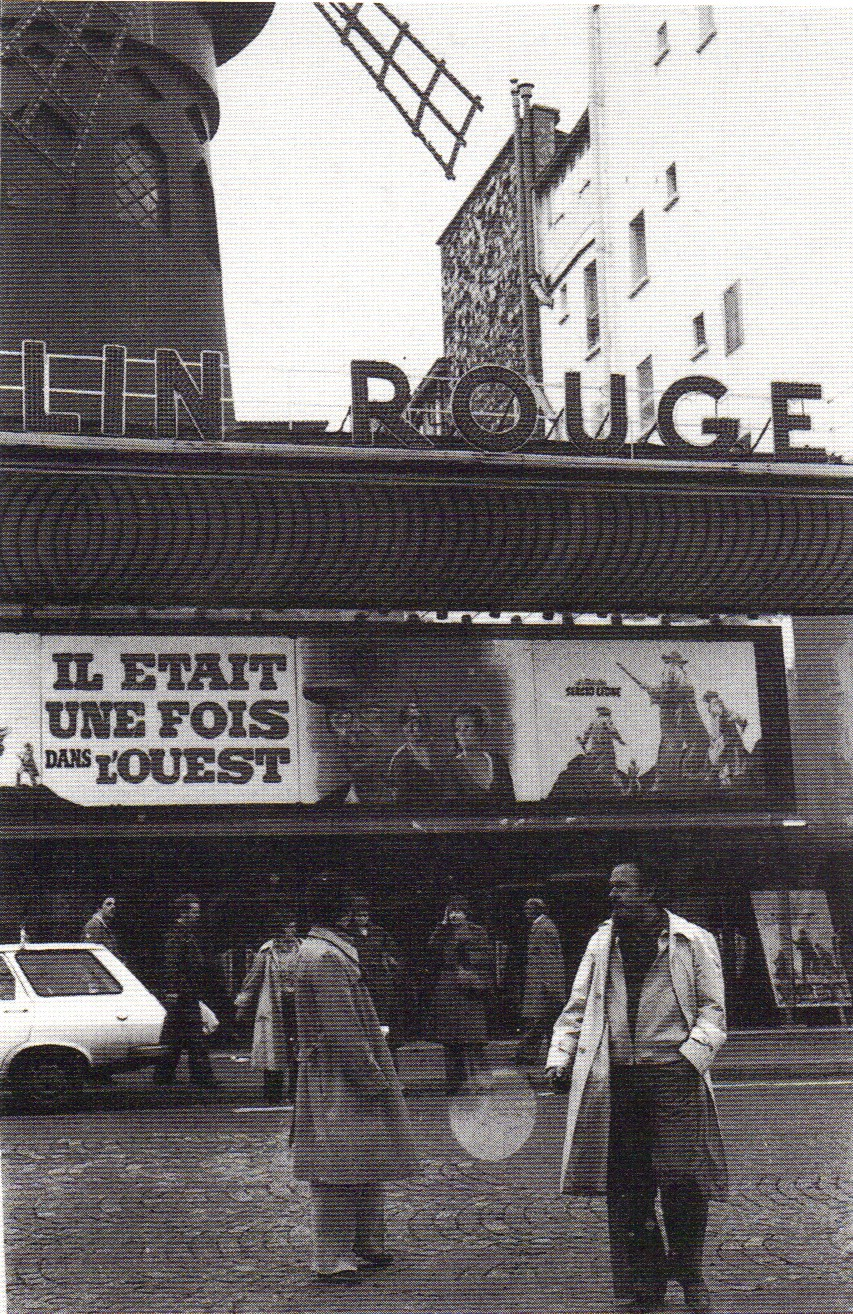
Affiche du film sur une salle de cinéma du Moulin-Rouge à Paris (1969).

### Critique
Aux États-Unis, le film est mal accueilli par la critique. Depuis, l'accueil critique a été réévalué de manière positive, ayant acquis le statut de film culte et chef-d'œuvre par des critiques et réalisateurs.

### Box-office
Le film remporte un énorme triomphe public en Europe lors de sa sortie en salles.
En Italie, le film sort le 21 décembre 1968 et totalise 8 870 732 entrées soit 2 503 669 000 lires de recettes, ce qui le place 3e au box-office Italie 1968-1969. En Allemagne, sorti le 14 août 1969, le western réalise 13 millions d'entrées. C'est en France que le film a beaucoup plus d'impact avec près de 15 millions d'entrées depuis sa sortie en août 1969 et les ressorties successives,. Plus grand succès de l'année 1969, il reste à l'affiche d'un cinéma parisien pendant 48 mois.
L'engouement du film n'est pas le même aux États-Unis : amputé de plusieurs scènes (notamment celle de l'auberge et celle de la mort de Cheyenne), le film n'a pas obtenu le succès au box-office, récoltant seulement un total de 5,3 millions de dollars de recettes dont 2,1 millions en location vidéo.

## Analyse

### Personnages
Le propos de Leone se veut prophétique. L’Amérique fondée sur la conquête et la survie se transforme ainsi en une Amérique fondée sur la loi et l'égalité des droits. En effet, à l’époque de la réalisation du film, le Women Liberation (Mouvement de libération des femmes) connaissait son apogée aux États-Unis.
Le passage entre les deux époques est d’ailleurs parfaitement symbolisé par la construction de la ligne de chemin de fer qui relie non seulement deux espaces, l'Est et l'Ouest, mais aussi deux époques, celui des pionniers du Far West qui s’efface peu à peu devant celui de la civilisation moderne.
L’un des intérêts du scénario, écrit, entre autres, par Bernardo Bertolucci et Dario Argento, est d’en montrer les répercussions sur les personnages eux-mêmes qui n’ont d’autre choix que de disparaître ou de s’adapter. Trois d’entre eux ne s’intègrent pas et sont appelés à s’effacer. C’est d’abord Frank, hors-la-loi, chef de bande et rebelle à toute légalité, qui représente une époque révolue car, désormais, la loi se généralise. Le bandit généreux, Cheyenne, dont le romantisme n’a plus sa place dans une société devenue mercantile, disparaît également. C’est enfin Harmonica dont le mode de vie fondé sur le sens de la justice et le goût pour la solitude ne peut s’accommoder d’un monde de plus en plus organisé et fondé sur la collectivité. On songe, à son propos, au beau mouvement de caméra qui, par un panoramique, donne à voir, en un plan de plus en plus général, le chantier du chemin de fer, puis les dizaines d’ouvriers au travail et le personnage d'Harmonica qui s’y fond comme s’il disparaissait en tant qu’individu, comme s’il s’agissait de la fin de l’individu.
Jill, interprétée par Claudia Cardinale, prête à tout pour survivre, est la seule à réussir ce passage entre l’ancien et le nouveau monde. La séquence finale, qui la montre donnant de l’eau aux ouvriers, signifie sans doute[non neutre] la fidélité à ses origines, car elle aide les ouvriers exploités et humiliés, comme elle, et montre simultanément son adaptabilité, comme les ouvriers construisant l’avenir. C'est Bertolucci qui a proposé à Leone de centrer l'histoire du film sur un personnage féminin.
Les costumes des personnages sont un rappel flagrant de leurs caractères. Tandis qu'Harmonica est habillé de blanc durant tout le film, Frank est vêtu de noir. Cette opposition prend tout son relief lors du duel final.

### La balle magique d'Harmonica: personnage réel ou fantastique?
Le personnage d'Harmonica présente un intérêt particulier en raison des interrogations suscitées par sa rapide récupération de la blessure par balle que lui inflige l'un des hommes de main de Frank au début du film à Cattle Corner. Ce personnage relèverait-il du fantastique ou du surnaturel ?
Cette « guérison » si rapide résulte soit d'une erreur flagrante dans le script, soit du fantastique. La méticulosité bien connue de Sergio Leone plaide pour la seconde hypothèse, ce qui a ouvert la voie à donner au personnage d'Harmonica un pouvoir quasi surnaturel d’invincibilité propre aux justiciers divins. Cette récupération physique est tellement rapide qu'elle paraît très improbable et le problème qu'elle pose, au regard de la vraisemblance du scénario, est bien réel. S'il n'y a pas d'erreur, alors Harmonica peut être considéré comme un personnage de justicier vengeur démiurge qui apparaît toujours au moment opportun pour conduire chacun des personnages sur la route de son propre destin.
Il existe une autre piste qui pourrait conduire à conforter la thèse de l'invraisemblance dans le script. À l'origine le film a été présenté dans deux versions différentes entre les États-Unis et l'Europe. La première version comportait la scène dans laquelle Harmonica se relève et place son bras en écharpe mais ne comportait pas la scène de l'auberge où il parle de cache-poussières vus « tout à l'heure », ce qui permet de penser qu'un certain temps, propice à la récupération, a pu s'écouler entre la première scène et les suivantes. La deuxième version (en France notamment) ne comportait pas la scène de l'écharpe autour du bras gauche, ce qui permet de penser que la blessure de l'Harmonica n'était pas trop grave et explique qu'il apparaisse en pleine possession de ses moyens dans la scène de l'auberge.
Il faut néanmoins dissocier les versions française et anglaise: ainsi lorsque Harmonica dit « I saw three of these dusters a short time ago », cela est traduit par : « J'ai vu trois de ces cache-poussières tout à l'heure » ; alors que « a short time ago » se traduirait plutôt par « il y a peu de temps », ce qui peut laisser le doute sur une durée écoulée supérieure à une journée. De même, lorsque Harmonica est retenu prisonnier par Frank dans le wagon de Morton, il s'amuse à lui dire : « Tes amis ont un taux de mortalité assez élevé. Hier trois, aujourd'hui deux ». Là même où la version anglaise dit : « First three, then two », ce qui n'inclut pas de référence temporelle précise. Il semblerait donc que, par le jeu des traductions, la version française abonde dans le sens d'une guérison accélérée d'Harmonica.

### Erreurs
- On remarque une petite erreur entre les versions originale et française du film. Dans la VO, le personnage de McBain se prénomme Brett. Dans la VF, il s’appelle Peter McBain.
- Anachronisme : lors de la préparation de la fête du mariage, la fille de McBain chante quelques lignes de Danny Boy, dont les paroles ne datent que de 1910.
- Anachronisme : le conducteur qui emmène Claudia Cardinale à la ferme cite Charles E. Stenton, La Fayette nous voilà (1917).
- Harmonica interpelle Cheyenne en lui disant:  « J'ai vu trois de ces cache-poussières tout à l'heure. Ils attendaient un train. Il y avait trois hommes à l'intérieur des cache-poussières. À l'intérieur des hommes il y avait trois balles ». Cela est inexact car un des hommes avait enlevé son cache-poussière avant l'arrivée d'Harmonica à la gare. À noter d'ailleurs que c'est cet homme-là qui blesse Harmonica : le seul qui ne porte pas de cache-poussières.
- À l'arrivée de Jill, le cadran de l'horloge de la gare est montré à deux reprises : visiblement dans un plan il est neuf, dans un autre il est abîmé.
- Séquence jouée deux fois : toujours dans la même scène, Jill, accompagnée de deux porteurs de bagages noirs, passe devant le bâtiment de la gare, et ces deux derniers s'installent avec les bagages sur un banc le long du mur. Après un gros plan sur le visage de Jill, on retrouve les porteurs accroupis sur le bord du quai et non pas assis sur le banc. Avec Jill ils refont le même chemin jusqu'au bâtiment de la gare dans lequel elle entre pour parler au chef de gare et son adjoint.
- Lorsqu'Harmonica rencontre Jill dans le ranch McBain, il a une estafilade à la pommette gauche. Le lendemain lorsqu'il va à la rencontre de Frank, sa pommette est intacte. En effet une scène, coupée au montage, montrait Harmonica passé à tabac par trois shérifs adjoints après avoir été massé par une femme mexicaine[22].
- Dans la scène de la pendaison, Frank met un harmonica écrasé sur la tranche dans la bouche d'Harmonica. Dans les plans suivants le même harmonica est intact, pour apparaître de nouveau écrasé (par les dents qui le serrent) au moment où Harmonica tombe à terre.
- Lors de la scène où Harmonica abat les trois hommes de Frank au début du film, il est fraîchement rasé. Dans la même journée, quand il rencontre Cheyenne seulement quelques heures plus tard, il porte une moustache de plusieurs jours.
- Le panneau « Station » indiquant la gare est ajouré dans les scènes finales. Il est plein sur la maquette et chez le menuisier.
- La ligne de chemin de fer  transcontinentale, achevée en 1869, ne passait pas en Arizona, où  se trouve  Monument  Valley, mais  bien plus au nord.
- Anachronisme : Claudia Cardinale porte des faux-cils durant tout le film. Max Factor les a inventés au début des années 1910[23].

## Distinctions
- National Film Preservation Board en 2009